# Otello (film 1995)
Otello (tytuł oryg. Othello) – film z 1995 w reżyserii Olivera Parkera, ekranizacja Otella Williama Szekspira.

## Obsada
- Laurence Fishburne – Otello
- Irène Jacob – Desdemona
- Kenneth Branagh – Iago
- Nathaniel Parker – Kasjusz
- Michael Maloney – Roderigo
- Michael Sheen – Ludwiko

## Fabuła
Dowódcą weneckiej armii jest Maur Otello, który poślubia Desdemonę. Demoniczny Jago, rozczarowany swymi niespełnionymi nadziejami, zaczyna podsuwać Otellowi myśl o zdradach Desdemony. Zarzuty są bezpodstawne, ale Jago umiejętnie roznieca zazdrość Otella. Na konsekwencje nie trzeba długo czekać. Otello, dręczony nieustannymi podejrzeniami, nie wierzy w wierność Desdemony. Zabija swoją żonę.

## Nagrody i nominacje
Amerykańska Gildia Aktorów Filmowych – Aktor
- 1996 – nominacja: Najlepszy aktor w roli drugoplanowej – Kenneth Branagh